# 烏山頂泥火山自然保留區
烏山頂泥火山自然保留區位於臺灣高雄市燕巢區，是依據《文化資產保存法》設立的自然保留區。本區是臺灣所有泥火山區中噴泥口最密集之處，同時也是噴泥錐最發達的地方。
烏山頂泥火山因錐狀泥火山體地型壯觀且活動性高，於1992年劃定為自然保留區，依2013年公告修正面積為3.88公頃。

## 外部連結
- 林務局自然保育網-烏山頂泥火山地景自然保留區 （页面存档备份，存于）
- 臺灣大百科全書-烏山頂泥火山地景自然保留區 （页面存档备份，存于）
- protectedplanet（英文）